# Nicola Pérez
Nicola Pérez, vollständiger Name: Alison Nicola Pérez Barone, (* 5. Februar 1990 in Isidoro Noblía) ist ein uruguayischer Fußballspieler.

## Karriere

### Verein
Der 1,82 Meter große Torwart wurde in Isidoro Noblía geboren und wuchs in Cerro Largo auf. Der Vetter von Bruno Silva begann mit dem Fußballspielen im Alter von sechs Jahren. Zunächst war er in Melo bei Continental aktiv. Ab dem Alter von elf Jahren spielte er sodann für Artigas de Melo. Dort spielte er auch noch in der U-18. Mit der Zugehörigkeit zu den Landes- und Departamentoauswahlen führte ihn sein Weg aber schließlich nach Montevideo. Dort schloss er sich 17-jährig der Jugendmannschaft des Club Nacional an. Angebote von Danubio und Defensor lagen ihm ebenfalls vor. Nachdem er drei Jahre in der Jugend des Clubs spielte und dort im Rahmen des Punta Cup 2008 zum besten Torhüter des Turniers gewählt wurde, gehörte er ab 2009 zum Erstligakader. Erstmals saß er dort im Finale der Apertura 2009 im 2:1 gewonnenen Spiel gegen Danubio auf der Bank.
Da er jedoch nicht zu Einsatzminuten kam, reifte gemeinsam mit Torwarttrainer Tabaré Alonso der Gedanke an eine Ausleihe, um Spielpraxis zu sammeln. Am 6. August 2010 wechselte er sodann auf Leihbasis zum soeben aufgestiegenen Zweitligameister El Tanque Sisley. Mindestens seit der Clausura 2011 steht er dort im Kader der Ersten Mannschaft. Für diese absolvierte er in jener Spielrunde zwei Begegnungen in der Primera División. Trainer Raúl Moller war derjenige, der ihm erste Einsätze in der höchsten uruguayischen Spielklasse ermöglichte. In der Saison 2011/2012 brachte er es dann je nach Quellenlage auf acht oder neun weitere Einsätze in der Ersten Liga. Seit der Saison 2012/13 ist er der Stammtorhüter der mittlerweile ihre Heimspiele in Florida austragenden Montevideaner und bestritt in jener Spielzeit 29 Partien im Ligabetrieb. In der Saison 2013/2014 stand er in allen 30 Begegnungen auf dem Platz. Ende Juni 2014 schloss er sich dem von Guillermo Almada und Torwarttrainer Leonardo Rocco trainierten Ligakonkurrenten River Plate Montevideo an. In der Saison 2014/15 wurde er in 15 Erstligaspielen und vier Partien der Copa Sudamericana 2014 eingesetzt. Es folgten 19 Erstligaeinsätze in der Spielzeit 2015/16 und acht in der Copa Libertadores 2016. In der Saison 2016 kam er achtmal zum Einsatz. Während der laufenden Spielzeit 2017 steht bislang (Stand: 11. Februar 2017) ein weiterer Erstligaeinsatz für ihn zu Buche.

### Nationalmannschaft
Pérez kam bereits seit seiner Zeit bei Artigas de Melo sowohl für die Departamento-Jugend-Auswahl von Cero Largo als auch für die Jugendnationalmannschaften zum Einsatz. Als Mitglied der U-15 Uruguays nahm er an der U-15-Südamerikameisterschaft in Bolivien teil. Pérez gehörte dem Kader der uruguayischen U-17-Nationalmannschaft an, der an der U-17-Südamerikameisterschaft 2007 in Ecuador teilnahm. Er war mindestens seit dem 3. August 2008, als er im Spiel gegen die US-amerikanische U-18-Auswahl eingesetzt wurde, Mitglied der seinerzeit von Diego Aguirre trainierten uruguayischen U-20-Nationalmannschaft. Mit dieser nahm er an der in Venezuela ausgetragenen U-20-Fußball-Südamerikameisterschaft 2009 teil. Im Verlaufe des Turniers stand er fünfmal in der Startelf und belegte am Ende des Turniers mit der Celeste den dritten Rang. Ferner gehörte er dem uruguayischen Kader bei der U-20-Fußball-Weltmeisterschaft 2009 an. Während des Wettbewerbs, bei dem Martín Rodríguez das uruguayische Tor hütete, erhielt er jedoch keine Einsatzzeit.

### Erfolge
- 3. Platz U-20-Fußball-Südamerikameisterschaft 2009

### Ehrungen
- Bester Torhüter des Punta Cup 2008